# Lisa McVey
Lisa McVey Noland (Tampa, Florida, Estados Unidos; 1 de marzo de 1967) es una oficial de policía estadounidense, oficial de recursos escolares y oradora motivacional de Tampa, Florida. 
A los 17 años, fue secuestrada por Bobby Joe Long, un asesino en serie y violador que agredió sexualmente y mató a diez mujeres en el área de la Bahía de Tampa en 1984.

## Biografía
Desde muy pequeña pasó por muchas idas y venidas de hogares de acogimiento, con una madre adicta a las drogas y al alcohol fue obligada a mudarse con su abuela a la edad de 14 años. McVey ha contado con franqueza su experiencia como víctima de abuso, incluso antes de su secuestro. “Estaba siendo abusada sexualmente en casa. El novio de mi abuela solía ponerme una pistola en la cabeza cada vez que abusaba de mí. No era nada nuevo para mí. Una mala situación me llevó a otra mala situación que me salvó la vida. Porque la noche antes [del secuestro] estuve haciendo mi nota de suicidio".
McVey ha concedido varias entrevistas y ha publicado un libro en el año 2007 titulado Smoldering Embers, en el que relata su experiencia.

## Secuestro
El 3 de noviembre de 1984 cerca de las 3 de la madrugada, McVey fue arrebatada de su bicicleta cuando se dirigía a la casa de su abuela después del trabajo. Le vendaron los ojos, la retuvieron a punta de pistola, la violaron y la torturaron durante 26 horas. Más tarde se enteraría de que el perpetrador era Bobby Joe Long, responsable de al menos 10 asesinatos y más de 50 violaciones.
Durante su cautiverio, McVey apeló a la mente infantil de su secuestrador y le ofreció ser su novia secreta. Luego obtuvo la simpatía de Long al afirmar que era la única hija de un padre enfermo. Lo persuadió para que la liberara y lo hizo en un lugar remoto en la zona de Tampa, indicándole que mantuviera la venda en los ojos durante cinco minutos mientras él escapaba. Al llegar a su casa, fue golpeada e interrogada durante cinco horas sobre su paradero. Su relato se mantuvo constante y finalmente se hizo una llamada telefónica a la policía.
McVey memorizó varios detalles sobre su secuestro e intencionalmente dejó huellas dactilares en varias superficies del baño de Long para ayudar a la policía a identificarla en caso de que muriera. A través de su descripción de su captor, su vehículo, la ruta que tomaron y otros detalles, la policía pudo localizar a Long y conectarlo con otros delitos. Los oficiales comenzaron una operación de vigilancia y arrestaron a Long el 16 de noviembre de 1984 por agresión sexual y secuestro de McVey.
El 23 de septiembre de 1985, Long se declaró culpable de sus crímenes contra McVey y de ocho cargos adicionales de asesinato en primer grado, ocho cargos de secuestro y siete cargos de agresión sexual. Recibió cadenas perpetuas por todos los cargos en el condado de Hillsborough. Además, recibió dos sentencias de muerte por los asesinatos de Michelle Denise Simms y Virginia Johnson.

## Filmografía
| Año  | Título                               | Papel        | Ref(s) |
| ---- | ------------------------------------ | ------------ | ------ |
| 2013 | Sobreviví al Mal                     | «ella misma» | [ 10 ] |
| 2018 | Secuestrada: La verdad de Lisa McVey | «ella misma» | [ 11 ] |

#### Secuestrada: La verdad de Lisa McVey
La historia de su secuestro se convirtió en un drama televisivo titulado Believe Me: The Abduction of Lisa McVey en 2018. La película se emitió en Netflix USA en 2021 y principios del año 2022 en todo Latinoamérica lo que despertó un renovado interés en su historia y en su decisión de superar su trauma infantil y abuso ayudando a otros.